# Papuacola
Papuacola é um gênero de traça pertencente à família Arctiidae.